# Bohus räddningstjänstförbund
Bohus Räddningstjänstförbund är ett kommunalförbund, vars medlemmar är Ale kommun och Kungälvs kommun.
Det trädde i funktion den 1 januari 2013 och har till uppgift att ombesörja räddningstjänsten i de båda kommunerna.

## Stationer
Förbundet har 5 stationer, varav det är 1 heltidstation och 4 deltidstationer. 

### Heltidstation
Kungälv, 1+4

### Deltidstationer
Nol, 1+6
Surte, 1+4 
Marstrand, 1+4 (september till maj) 1 + 6 (juni - augusti)
Kode, 1+4